# Adventures of the Flying Cadets
Adventures of the Flying Cadets é um seriado estadunidense de 1943, gênero aventura, dirigido por Lewis D. Collins e Ray Taylor, em 13 capítulos, estrelado por Johnny Downs, Bobby Jordan e Ward Wood. Foi produzido e distribuído pela Universal Pictures, e veiculou nos cinemas estadunidenses a partir de 7 de setembro de 1943.

## Sinopse
Os estudantes de voo Danny Collins, 'Jinx' Roberts, 'Scrapper' McKay e 'Zombie' Parker são acusados de uma série de crimes cometidos pelo agente nazista conhecido como Black Hangman. Este último é um engenheiro, Arthur Galt, que havia se livrado de várias pessoas que o acompanharam a uma expedição que encontrara depósitos de hélio perdidos na África.[carece de fontes?]

## Elenco
- Johnny Downs … Cadete Danny Collins
- Bobby Jordan … Cadete 'Jinx' Roberts
- Ward Wood … Cadete 'Scrapper' McKay
- William Benedict … Cadete 'Zombie' Parker
- Eduardo Ciannelli … Kurt von Heiger, ou Corby
- Regis Toomey … Capitão Ralph Carson
- Jennifer Holt[2] … Andre
- Robert Armstrong … Arthur Galt, ou The Black Hangman
- Charles Trowbridge … Maj. William Elliott
- Joseph Crehan … Coronel George Bolton
- Addison Richards … A.J. 'Jack' Hill
- Leyland Hodgson … Capitão Hartley, British Army
- Ian Keith … Coronel Lee
- Philip Van Zandt … Herman Klott, ou Jack Hargrove
- Joan Blair ... Frau Klott, ou Mrs. Hargrove
- Selmer Jackson ... Professor Mason
- Kermit Maynard ... Arab (não-creditado)
- Jack Perrin (cap. 13, não-creditado)
- Tom Chatterton ... Condutor do trem (cap. 2)[3]
- Kenneth Harlan ... Caixeiro no carro [cp. 2] (não creditado)

## Produção
Este foi o último seriado da Universal sobre aviação. O primeiro foi The Airmail Mystery em 1932.

## Capítulos
1. The Black Hangman Strikes
2. Menaced by Murderers
3. Into the Flames
4. Crashed in a Crater
5. Rendezvous with Doom
6. Gestapo Execution
7. Masters of Treachery
8. Wings of Destruction
9. Caught in the Caves of An-Kar-Ban
10. Hostages for Treason
11. The Black Hangman Strikes Again
12. The Toll of Treason

Fonte: